# Isodiametra vexillaria
Isodiametra vexillaria är en plattmaskart som först beskrevs av Ernst Marcus 1948.  Isodiametra vexillaria ingår i släktet Isodiametra och familjen Isodiametridae. Inga underarter finns listade i Catalogue of Life.